# Grand Prix de Ouest France 1971
Il Grand Prix de Ouest-France 1971, trentaseiesima  edizione della corsa, si svolse il 24 agosto 1971 su un percorso di 202 km, con partenza e arrivo a Plouay. Fu vinto dal francese Jean-Pierre Danguillaume, davanti ai connazionali Jacques Gestraut e Raymond Delisle.

## Ordine d'arrivo (Top 10)
| Pos. | Corridore                | Tempo    |
| ---- | ------------------------ | -------- |
| 1    | Jean-Pierre Danguillaume | 5h34'04" |
| 2    | Jacques Gestraut         | a 38     |
| 3    | Raymond Delisle          | a '332   |
| 4    | Michel Perin             | s.t.     |
| 5    | Gerard Moneyron          | s.t.     |
| 6    | Jean-Claude Daunat       | s.t.     |
| 7    | Gerben Karstens          | s.t.     |
| 8    | Jacques Botherel         | s.t.     |
| 9    | André Foucher            | s.t.     |
| 10   | François Hamon           | s.t.     |